# Felipe Muñoz
Felipe Muñoz Kapamas (* 3. Februar 1951 in Mexiko-Stadt) ist ein ehemaliger mexikanischer Schwimmer und Sportfunktionär.
Bei den Olympischen Spielen 1968 in Mexiko-Stadt wurde er Olympiasieger über 200 m Brust. Damit war er der erste mexikanische Schwimmer, der Olympiasieger im Schwimmen wurde. Im Jahr 1991 wurde er in die Ruhmeshalle des internationalen Schwimmsports aufgenommen. 1997 erhielt er den Olympischen Orden als Anerkennung für seine Leistung. Von 2001 bis 2012 war er Chef des Olympischen Komitees von Mexiko.

## Sportkarriere
Felipe Muñoz Kapamas, der mütterlicherseits griechische Wurzeln hat, begann seine Sportkarriere im Alter von 11 Jahren in einem 18-Meter-Becken des Clubs Vanguardia in Mexiko-City. Ende Juni nahm er als Schwimmer an der Einweihung des 50-Meter-Beckens der Sozialsiedlung Unidad Independencia teil, zu deren Gästen auch Präsident John F. Kennedy gehörte, der gerade auf Staatsbesuch in Mexiko weilte. Hier erhielt er seinen Beinamen "el Tibio", da sich Felipe immer über das Wasser des Beckens beschwerte, das ihm entweder zu kalt oder zu warm war. Deshalb gaben ihm seine Kameraden den Namen "der Lauwarme".
Nach seinem Wechsel zur Unidad Morelos lernte er seinen Erfolgstrainer Nelson Vargas Bazáñez kennen. 1966 wurde er in die nationale Schwimmauswahl berufen. Während der Olympischen Spiele 1968 überraschte er als 17-jähriger die gesamte Weltöffentlichkeit mit seinem Sieg über 200 m Brust, obwohl er in den Qualifikationsläufen bereits die Bestzeit aller Teilnehmer erzielt hatte. Muñoz besiegte den Favoriten Wladimir Kossinski aus der Sowjetunion, dem im Ziel eine halbe Sekunde fehlte. Muñoz gewann in 2:28,7 min. 1971 gewann er bei den Panamerikanischen Spielen in Cali noch Silber über 200 Meter Brust und Bronze über 200 m Lagen. 1972 war er Fahnenträger der mexikanischen Mannschaft bei den Olympischen Spielen von München, wo er allerdings keine Medaille erringen konnte.

## Sportfunktionär und Politiker
1991 wurde Felipe Muñoz für die Partido Revolucionario Institucional für die LV. Legislaturperiode bis 1994 ins mexikanische Abgeordnetenhaus gewählt. 1995 bis 2000 war er Präsident des mexikanischen Sportverbands CODEME. In dieser Zeit war er 1996 Delegationschef der mexikanischen Mannschaft bei den Olympischen Sommerspielen in Atlanta und 2000 bei den Sommerspielen in Sydney. Von 2001 bis 2012 war Muñoz dann Präsident des Nationalen Olympischen Komitees von Mexiko. In dieser Funktion war er nochmals Delegationschef des mexikanischen Olympiateams, und zwar 2004 bei den Sommerspielen in Athen. Am 29. August 2012 wurde Felipe Muñoz für die LXII. Legislatur, die bis zum 31. August 2015 dauerte, erneut ins mexikanische Bundesparlament gewählt.